# Rhododendron protandrum
Rhododendron protandrum är en ljungväxtart som beskrevs av Herman Otto Sleumer. Rhododendron protandrum ingår i släktet rododendron, och familjen ljungväxter. Inga underarter finns listade i Catalogue of Life.